# Prairie Grove, Illinois
Prairie Grove là một làng thuộc quận McHenry, tiểu bang Illinois, Hoa Kỳ. Năm 2010, dân số của làng này là 1904 người.

## Dân số
Dân số qua các năm:
- Năm 2000: 960 người.
- Năm 2010: 1904 người.